# Stiefernbach
Der Stiefernbach ist ein rechter Nebenfluss des Kamp in Niederösterreich in Österreich.

## Name
Der Bach wurde 902/903 als Stiuinna erstmals urkundlich erwähnt. Die Deutung des Namens ist unsicher. Er könnte mit dem althochdeutschen Wort stīf „steif“ zusammenhängen oder auch vom slawischen *stъba/*stьbъ „Rute“ abgeleitet sein.

## Verlauf
Der Stiefernbach ist ein Bach im Waldviertel im Bezirk Krems-Land. Er entspringt auf einer sanft abfallenden Wiese in Wolfshoferamt, einem Ortsteil der Gemeinde St. Leonhard am Hornerwald. Er fließt zuerst nach Osten, windet sich um den nördlichen Ausläufer des Glasbergs um dann in südlicher später südöstlicher Richtung durch großteils bewaldetes Gebiet zu fließen. In seinem Mittellauf bildet er kurz die Bezirksgrenze zu Horn. Er mündet in Stiefern in den Kamp.
Der Stiefernbach hat ein Einzugsgebiet von 40,7 Quadratkilometern.

## Nebenbäche
Die größten Nebenbäche des Stiefernbachs sind:
| Name              | links/rechts | mündet bei | Einzugsgebiet [km²] |
| ----------------- | ------------ | ---------- | ------------------- |
| Schwarzbach       | rechts       | Aschauer   | 02,9                |
| Glasberggraben    | links        |            | 05,8                |
| Tautendorfer Bach | links        |            | 02,2                |
| Kaltbach          | rechts       |            | 10,2                |

## Wanderwege, Radwege
- Mariazeller Weg: Der Niederösterreichische Mariazellerweg 06, der vom Nebelstein nach Mariazell führt, verläuft von Kilometer 110 bis 113 entlang des Stiefernbachs.[4]
- Wander- und Radwege: Rund um das Quellgebiet des Stiefernbachs befinden sich Wander- und Radwege, die von Sankt Leonhard am Hornerwald ausgehen.[5]